# 揚琴
揚琴（ようきん）は、中国の伝統的な打弦楽器の一種である。明清ごろに西方から伝わった。日本でも明清楽で使われた。
洋琴、楊琴とも書く。

## 概要
弦楽器の一種で、梨の木から作った台形の木に、多数（一例として144本）の弦を張ったものである。これを2本の竹のバチで叩くことによって音が出る。
世界には、同様な楽器としてイランのサントゥール、ハンガリーなど東欧のツィンバロム、北米の(ハンマー・)ダルシマー、中国の筑などがある。

## 揚琴の演奏者と音源
- 金亜軍
  - THE THIRD MAN（全15曲）
  - 上海ウェイブ（全5曲）
  - 唐人（全9曲）

- 王林
  - 中国名曲演奏集（全16曲）
  - 民族音楽1 王林の揚琴世界（全13曲）

- 友枝良平
  - 揚琴 Solo Yang-Chin（全7曲）

- 郭敏
  - 月韻YueYun（全8曲）

## ギャラリー

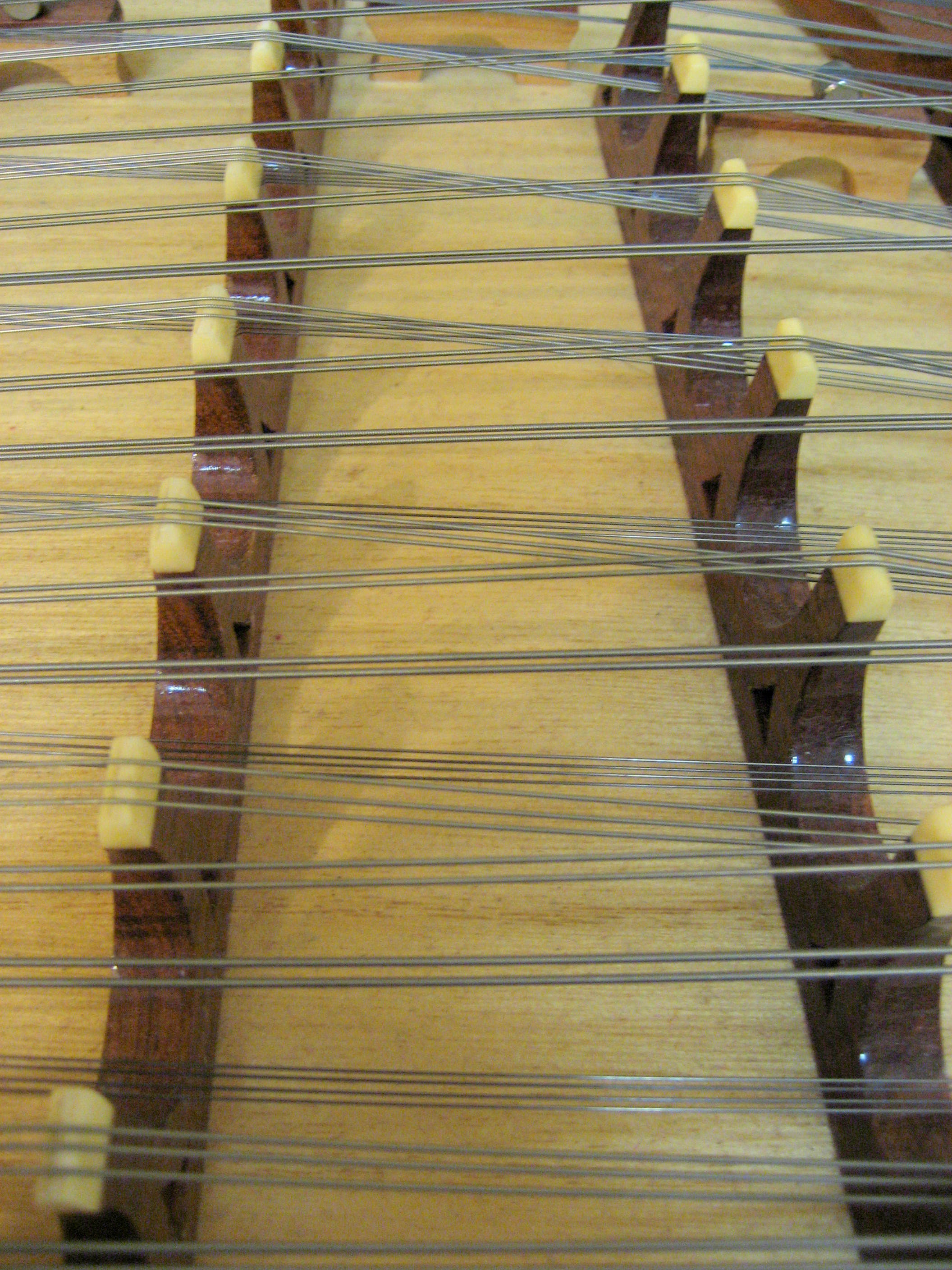
揚琴の柱と弦
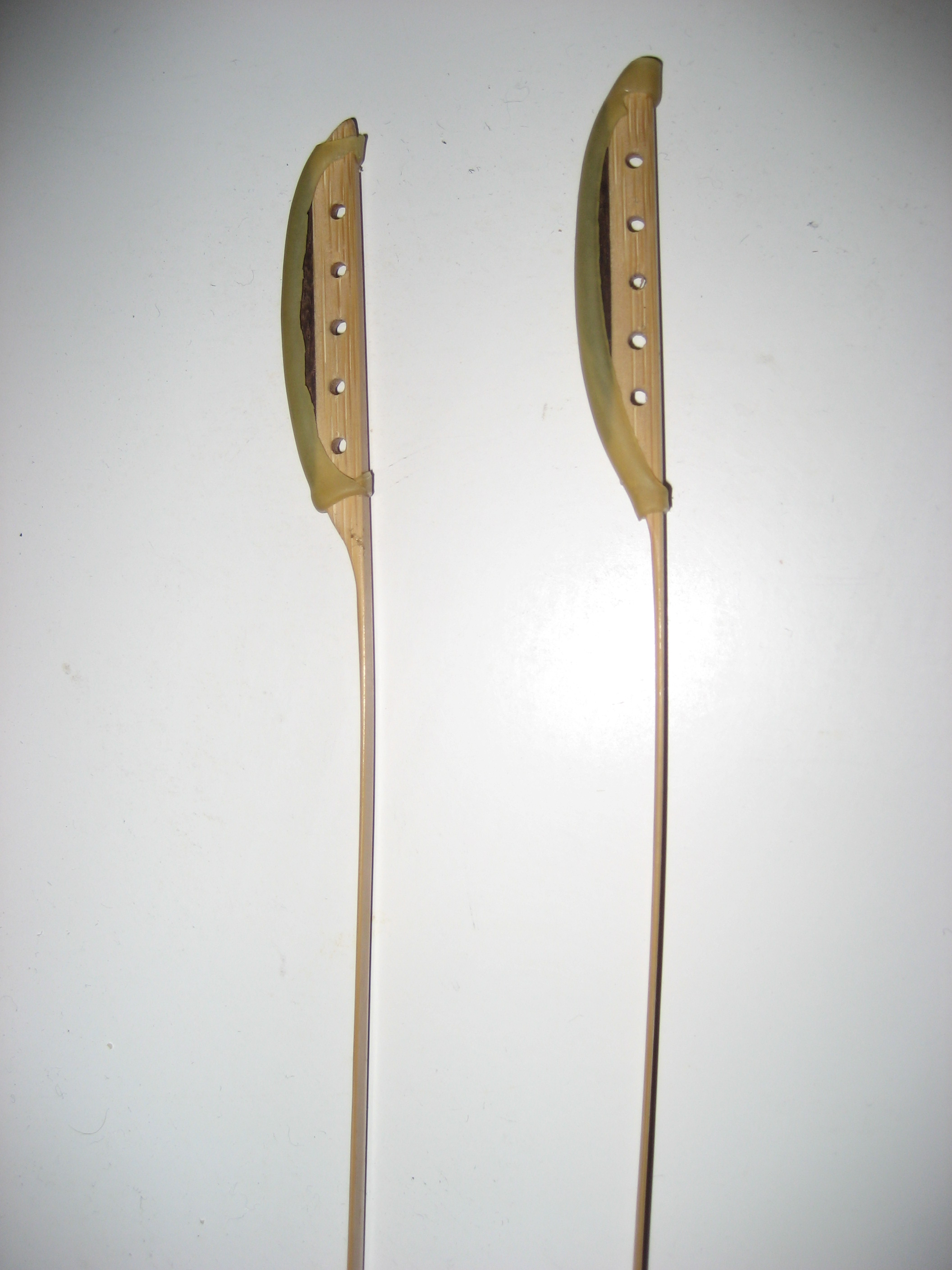
揚琴のばち
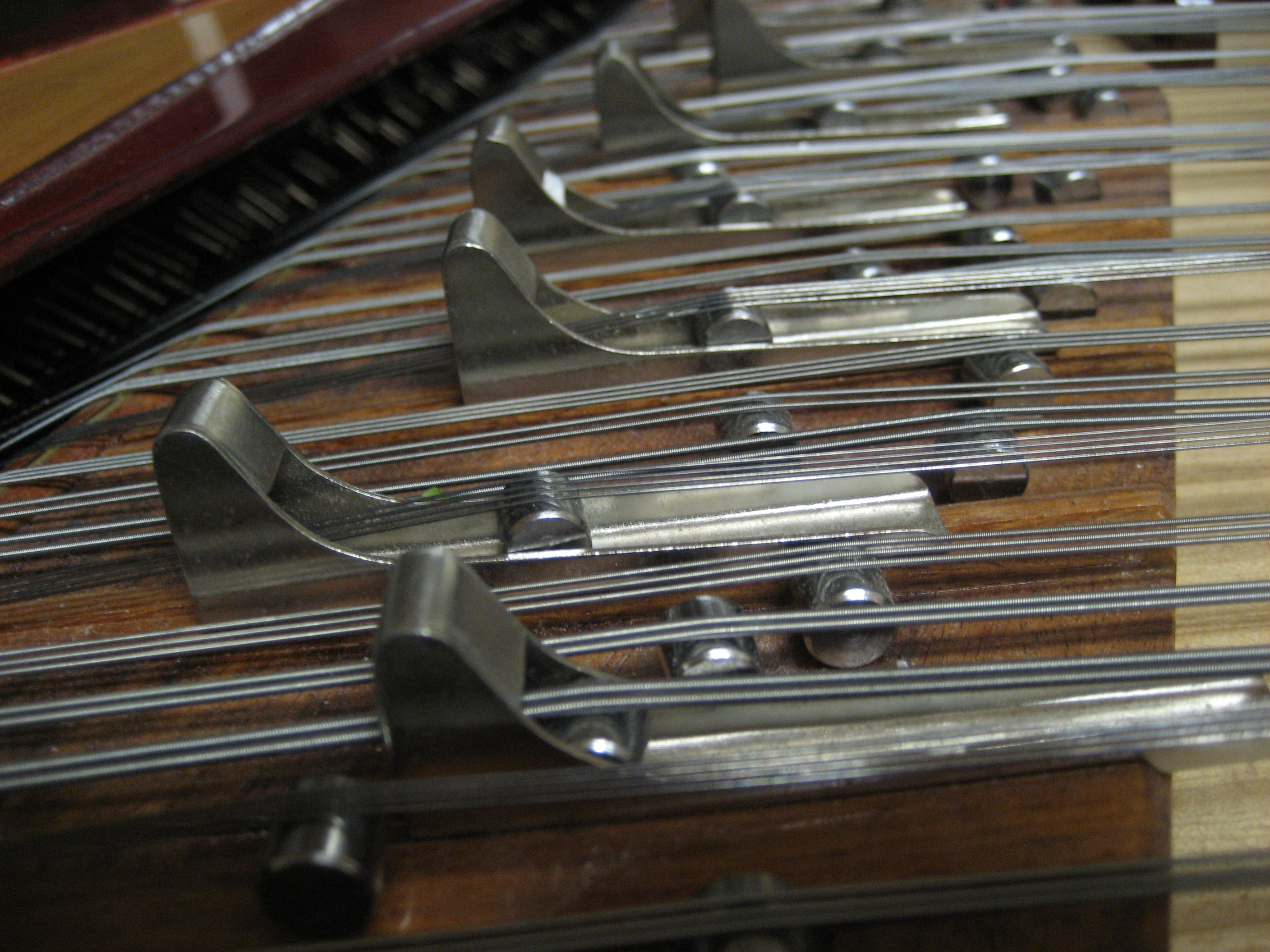
音を微調整するナット